# Broxtowe
Broxtowe este un district nemetropolitan în Regatul Unit, în comitatul Nottinghamshire din regiunea East Midlands, Anglia. 

## Orașe din cadrul districtului
- Beeston
- Eastwood
- Kimberley
- Stapleford

1. ↑   https://ons.maps.arcgis.com/home/item.html?id=a79de233ad254a6d9f76298e666abb2b Lipsește sau este vid: |title= (ajutor)